# Linienregiment
Die Linienregimenter stellten bis zu Beginn des 20. Jahrhunderts die breite Masse der Regimenter des Stehenden Heeres. Es waren all die Regimenter, die – so die Armee eine Garde hatte – nicht zur Garde gehörten.
Die Linienregimenter unterschieden sich von Garderegimentern, Landwehr (Militär), Landsturm und irregulären leichten Truppen. Als die Leichte Infanterie, die zuvor in kleineren Verbänden wie den Freibataillonen organisiert war, zu einem Teil der Linientruppen wurde und Landwehren, Nationalgarden u. ä. Bestandteil der Kriegsführung wurden, diente der Begriff Linienregiment zur Abgrenzung dieser Regimenter zu den ständig aktiven regulären Verbänden.
Linienregimenter gab es in der Infanterie (Linieninfanterie), Kavallerie und Artillerie. Sie bildeten meistens auch den größten Anteil an der Truppenstärke. Heute spricht man in diesem Zusammenhang von Feld- und Territorialheer.
Bei der Kavallerie diente der Begriff bis Ende des 18. Jahrhunderts auch zur Abgrenzung von anderen berittenen Truppenteilen wie Husaren, Ulanen und Dragonern, die bis dahin formal nicht zur Kavallerie gehörten.